# 苏利亚足球俱乐部
苏利亚足球俱乐部，苏利亚州马拉开波的一个足球俱乐部。现在参加委内瑞拉足球甲级联赛。